# Oberes Tantra-Kolleg
| Tibetische Bezeichnung                                                |
| --------------------------------------------------------------------- |
| Tibetische Schrift: རྒྱུད་སྟོད་གྲྭ་ཙང༌                                       |
| Wylie-Transliteration: rgyud stod grwa tshang; rgyud stod grva tshang |
| THDL-Transkription: Gyütö Dratsang                                    |
| Chinesische Bezeichnung                                               |
| Vereinfacht: 上密院                                                   |
| Pinyin:Shangmiyuan                                                    |

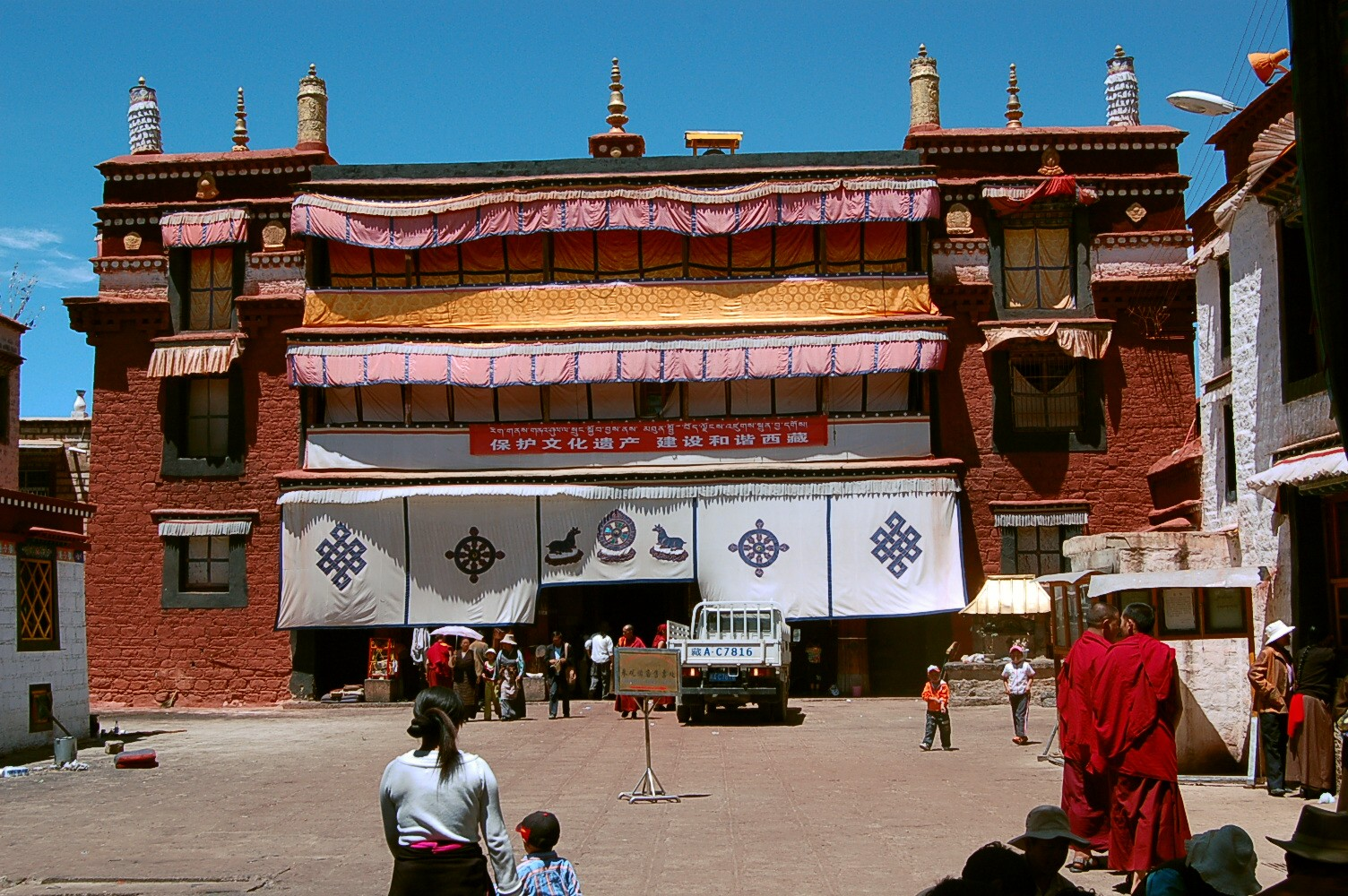
Ramoche-Tempel in Lhasa

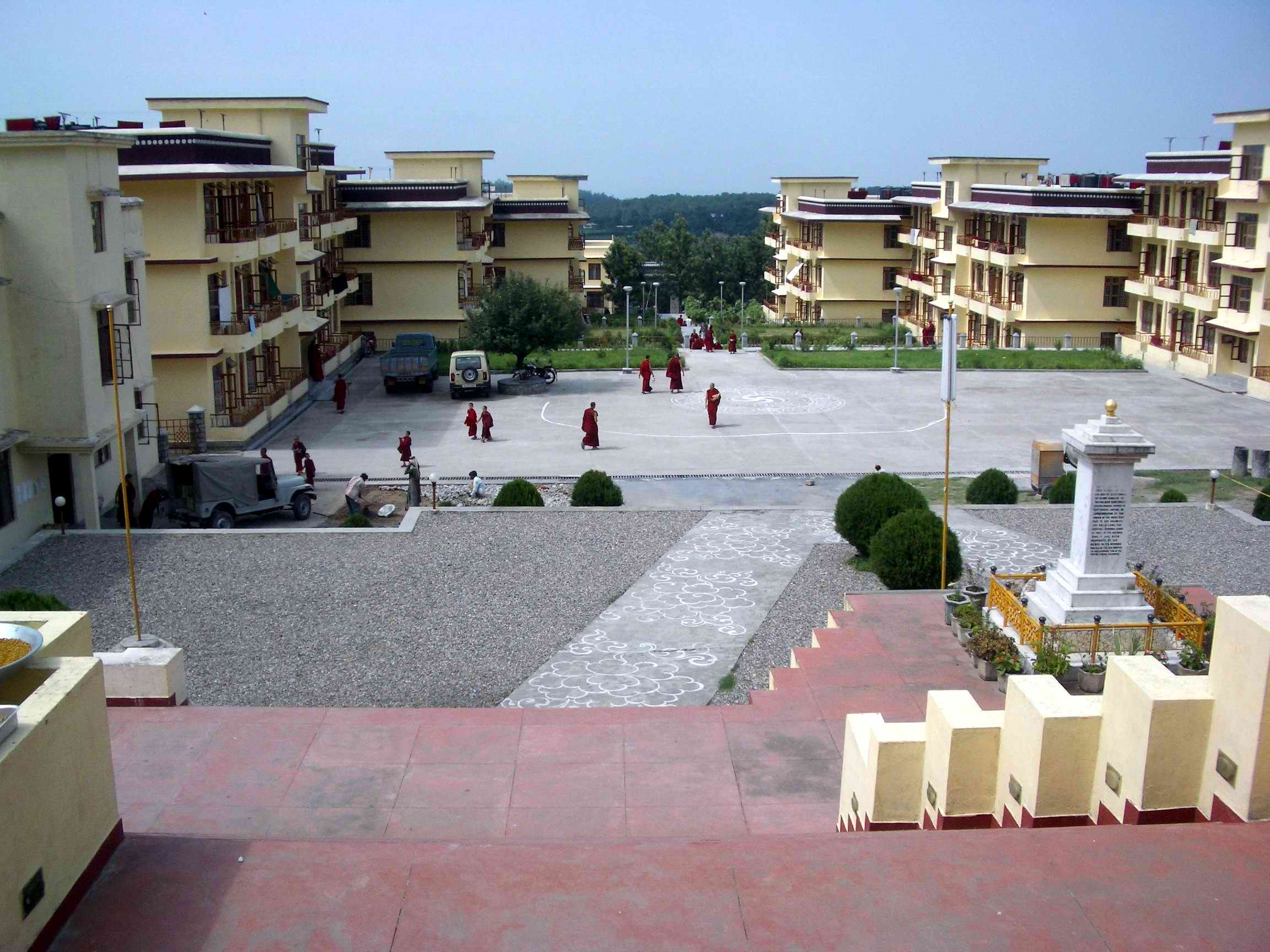
Gyutö Ramoche University in Sidhbari, Dharamsala, Kangra, Himachal Pradesh

Das Obere Tantra-Kolleg (tib. rgyud stod grwa tshang) wurde 1474 von Gyüchen Künga Döndrub (rgyud chen kun dga don grub; 1419–1486), einem Schüler von Jetsün Sherab Sengge (rje btsun shes rab seng ge; 1383–1445), gegründet, der das Untere Tantra-Kolleg (rgyud smad gra tshang) verließ, als er dort nicht zum Abt gewählt wurde.
Zusammen mit dem Unteren Tantra-Kolleg ist es eine der beiden wichtigsten tantrischen Lehreinrichtungen der Gelug-Tradition.
Das Obere Tantra-Kolleg befand sich ursprünglich auf dem Gebiet des heutigen Kreises Maizhokunggar (Meldro Gongkar). Kurz nach seiner Gründung wurde es zum Ramoche-Kloster in Lhasa transferiert, der Stätte der König Songtsen Gampo nach Tibet gebrachten Buddha-Statue.
Die Tradition des Klosters wurde im indischen Exil fortgesetzt, zunächst im Gyütö Tantric College in Dalhousie, Himachal Pradesh, dann im Gyuto Monastery in Sidhbari, Dharamsala, Kangra, Himachal Pradesh.

### Videos
- Tibetan Buddhism. Tantras of Gyütö. Recorded at Gyütö Tantric College, Dalhousie, Himachal Pradesh, by Davin Lewiston. 1973
- Gyuto Monks Tantric Choir - Great Sacred Music auf YouTube